# 野口雅弘 (俳優)
野口 雅弘（のぐち まさひろ、1955年4月26日 - ）は、日本の俳優。東京都出身。明治大学文学部中退。横浜放送映画専門学院（現：日本映画大学）演劇科卒（一期生）。夢工房所属。
身長172cm、体重64kg。血液型はA型。趣味は乗馬。

## 出演
※作品発表順。プロジェクト:芸能人も参照。

### 映画
- ええじゃないか（1981年3月14日） - 卯之吉 ※デビュー作[2]
- オキナワの少年（1983年） - 又吉
- 大阪極道戦争 しのいだれ（1994年） - 富尾勇一
- 真極道〜棒の哀しみ〜（1994年）
- 連れ込み旅館の若女将（1994年）
- 勝手にしやがれ!! 成金計画（1996年） - 殺し合う男
- ジャズ大名（1986年）
- スキヤキ（1995年） - 厭味な客
- スワロウテイル（1996年） - 山本
- 勝手にしやがれ!! 英雄計画（1996年） - 住人
- 八つ墓村（1996年）
- 秋桜（1997年） - 野坂
- うなぎ（1997年）
- 復讐 THE REVENGE 消えない傷痕（1997年） - スナックのマスター
- 狼の眼（1997年） - 反対派
- HAPPY PEOPLE（1997年） - 警察官
- マルタイの女（1997年） - 刑事
- 愛する（1997年）
- モスラ2 海底の大決戦（1997年） - 毒液を浴びる漁師
- アンラッキー・モンキー（1998年）
- BLOOD 狼血（1999年） - 狙撃兵
- ガメラ3 邪神覚醒（1999年） - 巡査
- 催眠（1999年）
- 実録外伝 武闘派黒社会（1999年） - 丸山
- 雨あがる（2000年） - 門弟
- クロスファイア（2000年） - 光文社駐車場の警備員
- Codename:TOMOKO〈TOMOKO もっとも危険な女〉2000年 - 駒崎
- 死者の学園祭（2000年）
- ムルデカ17805（2001年） - 下士官
- 劇場版 仮面ライダーアギト PROJECT G4（2001年） - 警視庁幹部
- ゴジラシリーズ
  - ゴジラ・モスラ・キングギドラ 大怪獣総攻撃（2001年） - 本栖警察署の警官[3]
  - ゴジラ FINAL WARS（2004年） - 地球防衛軍作戦本部員[3]
  - シン・ゴジラ（2016年） - 沖良郎（役職・気象庁次長）[4][3]
- 修羅の群れ 第二部 風雲編（2002年） - 山賀組系井藤組横浜支部長 堀尾賢一
- 荒ぶる魂たち（2002年）
- 竜馬の妻とその夫と愛人（2002年） - 警官
- 宣戦布告（2002年） - 皆川
- 銃声 LAST DROP OF BLOOD（2003年）
- 幸福の鐘（2003年）
- OPEN HOUSE（2003年）
- 赤い月（2004年） - 紙幣をまく男
- 当番弁護士７（1999年）
- BORDER LINE（2003年）
- 世界の中心で、愛をさけぶ（2004年） - 空港の男
- またの日の知華（2005年） - 篠田正隆
- ローレライ（2005年） - 稲垣定国
- 8月のクリスマス（2005年）
- 希望の党☆（2005年） ※インターネット配信
- アイ・マイ・ミー・マイン（2006年）
- 巨乳をビジネスにした男（2007年）
- 隠し砦の三悪人 THE LAST PRINCESS（2008年）
- ぐるりのこと。（2008年）
- K-20 怪人二十面相・伝（2008年）
- 20世紀少年 最終章 ぼくらの旗[要出典]（2009年）
- 昆虫探偵ヨシダヨシミ（2010年）
- 結び目（2010年） - 岸田
- 修羅の覇道 完結編（2011年） - 七代目山鬼組系 三代目十文字連合会会長 古賀貴仁
- 追跡者 〜SHOT GUN〜（2012年） - 韓国マフィア幹部 ハン
- アイアンガール（2012年） - 長老
- 激動の疵（2012年） - 吉田組組長
- 報復への道（2012年） - バーのマスター
- 蟻が空を飛ぶ日（2013年）
- 藁の楯（2013年）
- 修羅の代償（2013年）
- アルカナ（2013年） - 小林宗光
- 麦子さんと（2013年）
- 日本やくざ抗争史 西成抗争（2014年） - 西脇組組長 林田
- 麻雀覇道伝説 天牌外伝2（2018年） - 田中
- 劇場版 ウルトラマンR/B セレクト! 絆のクリスタル（2019年） - 官房長官
- きさらぎ駅（2022年） - 謎の老人
- かぞく（2023年）[5]

### テレビドラマ
※シリーズものの場合、特に記さない場合は放送年は第1話放映時点。
- 時代劇スペシャル 怪盗夢吉忍び控（1982年、CX）- 鶴吉
- 私鉄沿線97分署（1984年、ANB）
- 世にも不幸な物語（1990年、KTV）
- 刑事追う!（1996年、TX）
- 若葉のころ 第8話「裏切りの明日」（1996年、TBS）
- ヒロシマ 原爆投下までの4か月（1996年、NHK）
- 火曜サスペンス劇場（NTV）
  - 24時間半（1997年）
  - 警視庁鑑識班
    - 第3作（1997年） - デザイナー
    - 第16作「殺された保育士に幼児虐待と不倫の疑惑」（2003年） - 「季節料理さちよ」の客

  - 当番弁護士7（1999年）
  - 刑事・鬼貫八郎11 積木の塔（2000年） - 和田塚茂
  - どうぞ安らかに4（2005年） - 龍三の知人
- 連続テレビ小説（NHK）
  - あぐり（1997年） - 岩本勝
  - 純情きらり（2006年）
- 世にも奇妙な物語（CX）
  - 秋の特別編「ウイルス」（1997年） - 防護服の男
  - 春の特別編「幻の少年」（2005年） - 医者
- ニュースの女（1998年、CX）
- 冷たい月（1998年、YTV）
- 水の中の八月（1998年、NHK BS2）
- ATHENA -アテナ-（1998年、TXN）
- 天国への階段（1988年、KTV）
- 奇跡の人（1998年、YTV）
- ウイークエンドドラマ / なっちゃん家 第11話「なっちゃん家のおじさん」（1998年、ANB）
- 木曜ドラマ（ANB→EX）
  - ニュースキャスター 霞涼子 第2話「連続レイプ魔! 盗撮の罠」（1999年）
  - 四つの嘘 第9話「アラフォー最後の同窓会」（2008年）
- アフリカの夜（1999年、CX）
- 愛の劇場 / 新・天までとどけ1（1999年、TBS）
- 多重人格探偵サイコ（2000年、WOWOW）
- 怖い日曜日〜2000〜（2000年、NTV）
- ナースのお仕事3 第23話「シングルマザー!」（2000年、CX）
- スーパー戦隊シリーズ / 未来戦隊タイムレンジャー 第41話「預言者を暴け」（2000年、ANB） - 金下
- 鉄甲機ミカヅキ（2000年 - 2001年、CX）
- 土曜ワイド劇場（ANB→EX）
  - 警視庁女性捜査班 2「大豪邸に潜む暴行魔?」（2000年）
  - 黒革の手帖スペシャル 〜白い闇（2005年）
  - 森村誠一の終着駅シリーズ 19「死者の配達人」（2006年）
  - 救急救命士・牧田さおり6（2009年） - 藤代功
  - 警視庁・捜査一課長1（2012年）
- HERO 第1話（2001年、CX）
- カバチタレ!（2001年、CX）
- 仮面ライダーシリーズ（ANB→EX）
  - 仮面ライダーアギト（2001年 - 2002年） - 警視庁幹部 ※準レギュラー
  - 仮面ライダーキバ 第47話「ブレイク・ザ・チェーン・我に従え!」・第48話（最終回）「フィナーレ・キバを継ぐ者」（2009年） - 重役
  - 仮面ライダーゴースト 第21話「驚異! 眼魔の世界!」（2016年） - 会社員
- 恋ノチカラ（2002年、CX）
- 東京ぬけ道ガール（2002年、NTV）
- 空から降る一億の星（2002年、CX）
- 女と愛とミステリー / 京都羅生門殺人旅情 きもの&古美術ツアー（2002年、TX）
- 相棒（ANB→EX）
  - 相棒 Season 1（2002年） - 警視総監室秘書官
  - 相棒 Season 5（2006年） - 井上一馬
  - 相棒 Season 6（2007年） - 榎本
  - 相棒 Season 7（2008年） - 前田雄三
  - 相棒 Season 11（2012年） - 境浩一
  - 相棒 Season 13（2014年） - 高校教師
- ホーム&アウェイ 第2話「無人島からの脱出」（2002年、CX）
- ダイヤモンドガール（2003年、CX）
- 土曜ドラマ / ぼくの魔法使い 第11話（2003年、NTV）
- ビギナー 第8話「泣くな! 見習い裁判官」（2003年、CX） - 検察官
- サラリーマン金太郎4（2004年、TBS）
- 金曜ナイトドラマ（EX）
  - スカイハイ2（2004年）
  - モップガール 第3話「アイドル議員の秘密は蜜の味!?」（2007年）
- ウルトラシリーズ
  - ウルトラQ dark fantasy 第5話「ヒエロニムスの下僕」（2004年、TX） - 村木刑事
  - ウルトラマンマックス 第18話「アカルイセカイ」（2005年、CBC） - 漁師
  - ウルトラマンメビウス 第20話「総監の伝言」（2006年、CBC） - オトワ主任技師
  - ULTRASEVEN X（2007年、TBS〈CBC制作〉） - 支配者 ※セミレギュラー
- ワンダフルライフ 第12話「奇跡を呼ぶ男」（2004年、CX）
- 月曜ミステリー劇場 / 深追い（2005年、、TBS）
- 特命係長 只野仁スペシャル3（2006年、EX）
- 愛のソレア（2004年、CX〈THK制作〉）
- 特命!刑事どん亀 第8話「殺人ロボット」（2006年、TBS） - 有働健介
- ドラマ24（TX）
  - 怨み屋本舗（2006年） - 警察幹部
  - なぞの転校生 第6話「異世界の王妃」（2014年） - 笹井
- 陰画の構図（2006年、BSジャパン）
- 花嫁とパパ 第12話「娘に贈る歌…」（2007年、CX）
- 松本清張特別企画 不在宴会 死亡記事の女（2008年、BSジャパン）
- ケータイ捜査官7 第6話「逃げる恋」（2008年、TX）
- ドラマW（WOWOW）
  - シリウスの道（2008年）
  - 都市伝説セピア（2009年）
- セレブと貧乏太郎（2008年、CX）
- 『東大落城』安田講堂36時間の攻防戦…40年の真相SP（2009年、NTV）
- 木曜ナイトドラマ リセット[要出典]（2009年、NTV〈YTV制作〉）
- 月曜ゴールデン（TBS）
  - 家族 〜あなたに死刑が宣告できますか?〜（2009年）
  - 量刑（2009年）
  - 警視庁機動捜査隊216 III「命の値段」（2012年、TBS） - 質屋「DAIKOKUYA」店員
- ドラマ10 / セカンドバージン（2010年、NHK）
- 日曜劇場 / 獣医ドリトル（2010年、TBS）
- 遺留捜査 第1シリーズ（2011年、EX） - 警視庁捜査一課管理官
- あの戦争は何だったのか 日米開戦と東條英機（2008年、TBS）
- パナソニックドラマシアター / ハンチョウ〜警視庁安積班〜 シリーズ5 第10話「最終章…木曜日の子供」（2012年、TBS） - 内藤彰
- GTO（2012年、KTV）
- 息もできない夏（2012年、CX）
- 巨大戦艦大和〜乗組員たちが見つめた生と死〜（2012年、NHK）
- 悪霊病棟（2013年、TBS〈MBS制作〉）
- 警視庁捜査一課9係 Season 8 第3話「逃亡者の殺意」（2013年、EX） - 上江州健一
- 猫侍（2013年、東・名・阪ネット6〈STV制作〉） - 義一
- Doctor-X 外科医・大門未知子2（2013年、EX）
- お家さん（2014年、YTV）
- 東京スカーレット〜警視庁NS係（2014年、TBS） - 下川吾郎
- シリーズ・江戸川乱歩短編集II 妖しい愛の物語「何者」（2016年、NHK-BSP） - 結城少将
- 特捜9（2018年、EX） - 警察署長
- 月曜名作劇場 「警視庁東京湾臨海署〜安積班」（2019年） - 喜田川琢治
- 麒麟がくる（2020年、NHK大河ドラマ） - 称念寺の和尚

### Vシネマ
- 牝犬たちの制服（1997年）
- 狂欲の宴（1997年）
- ヤンママ愚連隊（1997年） - ペニーレインの店長
- ヤンママ愚連隊3（1998年） - おかまのサリー
- 強奸監禁ラブホテル（1998年）
- 禁断の果実2 近親相姦の誘い（1998年）
- 令嬢看護婦 白衣を脱いだ天使（1999年）
- ウルトラシリーズ
  - 平成ウルトラセブン
    - ウルトラセブン1999最終章6部作（1999年） - 地球防衛軍参謀
    - ウルトラセブン誕生35周年“EVOLUTION”5部作（2002年） - イナガキ参謀

  - ウルトラマンネオス 第7話「生態系の王」（2001年） - 地質調査隊員
- Taboo2 溺愛 兄妹（1999年）
- 団鬼六 痴態（1999年）
- 女刑事涼子 肉体の裁き（2000年）
- 快感女子大生 淫らに読んで（2000年）
- 令嬢看護婦 癒しのナースコール（2000年）
- 秘書肉体研修（2000年）
- 広島やくざ戦争 シリーズ（2000年）
  - 実録・広島やくざ戦争（2000年） - 呉市 山城組幹部 樋山実
  - 広島やくざ戦争 完結編（2000年） - 二代目共雄会副会長 十二会相談役 樋山実
- 催淫カウンセラー 記憶の中の殺人者（2000年）
- 姉妹 Love doll（2000年）
- 偽装殺人（2001年） - AV男優
- 女社長 男狩り（2002年）
- 報復のハメ撮り師 必撮!仕置人（2002年）
- 令嬢看護婦スペシャル 乱れた白衣に…（2002年）
- スーパーエロリーマン部長・痴魔耕作 リストラ腐食性列島を救え!!（2003年）
- 牝牌 肉体は武器（2003年）
- 首領への道11 大阪連合会対関東連合会1（2003年） - 柿沢金融社長 柿沢(三田村組のフロント企業)
- オタスケガール（2003年） - 池乃上
- 鉄(くろがね) 極道・高山登久太郎の軌跡（2004年） - 中学教諭
- ドスケベ夫人の探偵日記 濡れ過ぎる痴態（2004年）
- 修羅の血（2004年） - 警察署長 佐藤敏之
- 汚された女たちスペシャル（2004年）
- マル暴 組織犯罪対策部捜査四課2（2005年） - 監察医務員 主任 井上
- 武闘派極道史 竹中組 組長邸襲撃事件（2005年）
- 黒革の嬢王〜欲望の仮面〜（2006年） - 近藤グループ社長
- 実録・東海道抗争 白と黒（2006） - ダイちゃん
- 実録・大日本菊水会 双龍伝 完結編（2007年） - 株式会社ベルウッドリース
- 闇金の帝王（2007年） - 刑事
- ビジネスマン必勝講座 ヤクザに学ぶ交渉術（2007年）第二話「正義は我にあり!」 - ○×ローン株式会社 総務部調査役 H(元警視庁警視正)
- ビジネスマン必勝講座 ヤクザに学ぶ指導力（2007年）第三話「明日に向かって撃て!」 - Y組組長K
- 新・鯨道 侠魂（2009年） - 広島 打石組組長 打石信人
- 天獄の島[要出典]（2011年）
- 仮面ライダーW RETURNS 仮面ライダーアクセル（2011年） - 先生
- 外道坊（2011年） - ヤクザ
- 首領の道（2011年-2014年）
  - 首領の道1-4（2011年） - 狩野組四天王 丸池組組長
  - 首領の道12（2014年） - 衆議院議員 高井和正(友民党)
- 彷徨う侠たち（2012年） - 侠雄連合幹部
- 獅子の叫び（2012年） - 前川重工業 社長 前川義明
- 修羅の掟（2012年） - 吉蝶会舎弟
- サムライ（2012年） - 北村防衛大臣
- 日本犯罪史〜偽造の快楽〜（2013年） - 元技官
- ブラックフェイス2（2013年）
- 組織暴力対官僚（2013年） - 経産省 副大臣 真鍋二朗(高千穂の義父)
- チンピラ1（2013年） - 北村大膳(神奈川県警本部 刑事)
- ハイエナ（2013年） - ミツハシ建設社長
- 血塗れの報復（2013年） - 三浦一家幹部
- フラワー2（2013年） - 矢野組組長 矢野
- 血掟(おきて)（2013年） - 啓仁会若頭補佐 安永組組長 安永嘉朗
- 代理戦争 やくざ×韓国マフィア（2013年） - 啓仁会会長
- 獅子の復讐（2013年） - 警察署長
- 抗争の挽歌（2013年） - 力石会会長
- 不動の仁義（2013年） - 龍神会
- 分裂（2013年） - 龍神会会長 剣持忠政
- 修羅の伝承（2014年） - 黒潮市場(魚屋) 大将
- 日本統一1 - 10（2013年8月 - 2015年4月）
  - 日本統一1-3（2013年） - 侠和会 誠考会会長 尾本組組長 尾本孝明
  - 日本統一4-10（2014年 - 2015年） - 侠和会 一考会会長 尾本明良
- 最後の極道（2014年） - 勝又組組長 勝又新造
- 三代目代行（2014年） - 関東黒鉄連合若頭補佐 盈会会長 土門樹生
- 盃外交（2014年） - 侠眞会理事 澤井一家総長 元井幸次郎
- 除籍 血濡れの怪文書（2014年） - 四代目七徳会舎弟頭 朝比奈組組長 朝比奈馨
- 西日本最大の抗争（2014年） - 金鵄会磯谷組組長 磯谷善海
- 関東極道連合会 第一章 第二章（2014年、2015年） - 羽佐間(右翼の大物)
- 武闘派の道（2015年） - 関東睦会若頭補佐 中根組組長 中根昭一
- 制覇1-6（2015年 - 2016年） - 蛯原邦男
  - 制覇1-5（2015年 - 2016年） - 中日侠道結社 東瀛会会長
  - 制覇6（2016年） - 難波組新道会東瀛会会長
- 代紋の墓場（2015年） - 鳴門組組長 鳴門総一郎
- 裏社会の男たち（2015年） - 総合商社W・R・C副会長 今野
- 日本やくざ抗争史 広島抗争（2015年） - 笠岡 浅井組組長 浅井眞造
- 仁義なきやくざ（2015年） - 松若組若頭補佐 渡部組組長 渡部潔
- 日本やくざ抗争史 殺しの軍団（2015年） - 前島組組長
- 新宿黒社会 新宿やくざVSチャイニーズマフィア（2016年） - チャイニーズマフィア大我 総裁 大王(ダーワン)
- 列島分裂 東西10年戦争（2016年） - 誠心会筆頭若頭補佐 川博組組長 川島博
- 東京やくざ抗争（2016年） - 西山会会長
- 仁義のはらわた（2016年） - 渥美竜造
  - 仁義のはらわた1（2016年） - 六代目竹松連合会車屋総長
  - 仁義のはらわた2（2016年） - 七代目竹松連合会車屋相談役
- 極道天下布武 シリーズ（2017年） - 織木組若頭 角間組組長 角間信盛
- 狂犬と呼ばれた男たち 大阪ヤクザ戦争（2017年） - 大御所
- 頂点(てっぺん)3（2017年） - 高取組組長
- 首都抗争1（2017年） - 羽村一家総長 羽村龍一
- 極道の門1・2・3（2018年） - 義道会会長 太田黒豊春
- 我王伝（2018年） - 山本組組長 山本影豊
- 外道憤砕2（2018年） - 町内会長
- 極道黙示録 第二章（2018年）- 吉崎
- 漆黒の男たち（2018年） - 山科儀助
  - 漆黒の男たち1（2018年） - 竹宮連合山科組組長
  - 漆黒の男たち2（2018年） - 竹宮連合若頭 山科組組長
- 歌舞伎町黒社会2（2019年） - 新宿区議会議員 杉村はじめ
- GOKU・OH 極王1 - 5（2019年 - 2020年） - 三代目阪田組若頭補佐 森田興業組長 森田正次
- 権力の階段 〜総理への道〜3（2020年） - 内閣総理大臣 鈴木浩次郎(日本共和党総裁)
- デリシャスボディガール・美咲 妖艶未亡人と愛欲たっぷりハンバーグ（2020年、小淵アキラ監督） - 岡崎
- 極道の紋章レジェンド（2021年） - 北海道 弘和会道南連合会長 藤沢拓郎
- 織田同志会 織田征仁 Another（2022年）

### 舞台
- 雨
- 王国
- 溺れる家族
- ハムレット
- 闇に咲く花 愛敬稲荷神社物語
- リア王

### CM
- 三井住友VISAカード - 福沢諭吉

### ゲーム
- 街 〜運命の交差点〜 - 木嵐袋郎